# Trimmatothele umbellulariae
Trimmatothele umbellulariae är en lavart som beskrevs av Herre. Trimmatothele umbellulariae ingår i släktet Trimmatothele och familjen Verrucariaceae.   Inga underarter finns listade i Catalogue of Life.